# Simpsonovi (19. řada)
Devatenáctá řada amerického animovaného seriálu Simpsonovi je pokračování osmnácté řady tohoto seriálu. Byla vysílána na americké televizní stanici Fox od 23. září 2007 do 18. května 2008. V Česku pak tato řada měla premiéru 25. ledna 2009 na ČT2. Řada má celkem 20 dílů.

## Zajímavosti
- Úvodní znělka prvního dílu přímo navazuje na film Simpsonovi ve filmu.
- V sedmém dílu jsou přítomni hned tři populární autoři komiksů Alan Moore (V jako Vendeta), Daniel Clowes a Art Spiegelman.
- V osmém díle je za pokus o vraždu Barta zatčena celá rodina Leváka Boba a odsouzena na 87 let vězení.
- V devátém dílu se na začátku objeví veverka Scrat z filmu Doba ledová.
- Ralph Wiggum je kandidátem na amerického prezidenta v desátém díle.
- V této řadě dále hostují osobnosti jako např. Lionel Richie, Matt Dillon, Steve Buscemi, Matt Damon a Glenn Close.
- Kvůli stávce scenáristů v letech 2007 a 2008 se předpokládalo, že by konečný počet dílů byl 22 oproti původně plánovaným 23. V dubnu roku 2008 však bylo oznámeno, že v 19. řadě bude pouhých 20 dílů a zbylé dva pak budou odvysílány v rámci nadcházející 20. řady.

## Seznam dílů
| Č. v seriálu | Č. v řadě | Původní název                               | Český název                                                                       | Režie                         | Scénář                            | Premiéra v USA     | Premiéra v ČR   | Produkční kód |
| ------------ | --------- | ------------------------------------------- | --------------------------------------------------------------------------------- | ----------------------------- | --------------------------------- | ------------------ | --------------- | ------------- |
| 401          | 1         | He Loves to Fly and He D'ohs                | Rád létá, a ne, že ne                                                             | Mark Kirkland                 | Joel H. Cohen                     | 23. září 2007      | 25. ledna 2009  | JABF20        |
| 402          | 2         | The Homer of Seville                        | Homer Sevillský                                                                   | Michael Polcino               | Carolyn Omineová                  | 30. září 2007      | 1. února 2009   | JABF18        |
| 403          | 3         | Midnight Towboy                             | Homerova odtahovka                                                                | Matthew Nastuk                | Stephanie Gillisová               | 7. října 2007      | 8. února 2009   | JABF21        |
| 404          | 4         | I Don't Wanna Know Why the Caged Bird Sings | Nechci vědět, proč ptáček v kleci zpívá                                           | Bob Anderson                  | Dana Gould                        | 14. října 2007     | 15. února 2009  | JABF19        |
| 405          | 5         | Treehouse of Horror XVIII                   | Speciální čarodějnický díl (ČT, Prima) Speciální čarodějnický díl XVIII (Disney+) | Chuck Sheetz                  | Marc Wilmore                      | 4. listopadu 2007  | 22. února 2009  | JABF16        |
| 406          | 6         | Little Orphan Millie                        | Sirotek Milhouse                                                                  | Lance Kramer                  | Mick Kelly                        | 11. listopadu 2007 | 1. března 2009  | JABF22        |
| 407          | 7         | Husbands and Knives                         | Manželé a podnikatelky                                                            | Nancy Kruseová                | Matt Selman                       | 18. listopadu 2007 | 8. března 2009  | JABF17        |
| 408          | 8         | Funeral for a Fiend                         | Pohřeb nepřítele                                                                  | Rob Oliver                    | Michael Price                     | 25. listopadu 2007 | 22. března 2009 | KABF01        |
| 409          | 9         | Eternal Moonshine of the Simpson Mind       | Věčný stín Simpsonovy mysli                                                       | Chuck Sheetz                  | J. Stewart Burns                  | 16. prosince 2007  | 29. března 2009 | KABF02        |
| 410          | 10        | E Pluribus Wiggum                           | E. Pluribus Wiggum                                                                | Michael Polcino               | Michael Price                     | 6. ledna 2008      | 5. dubna 2009   | KABF03        |
| 411          | 11        | That '90s Show                              | Zlatá devadesátá                                                                  | Mark Kirkland                 | Matt Selman                       | 27. ledna 2008     | 19. dubna 2009  | KABF04        |
| 412          | 12        | Love, Springfieldian Style                  | Láska po springfieldsku                                                           | Raymond S. Persi              | Don Payne                         | 17. února 2008     | 26. dubna 2009  | KABF05        |
| 413          | 13        | The Debarted                                | Skrytá identita                                                                   | Matthew Nastuk                | Joel H. Cohen                     | 2. března 2008     | 3. května 2009  | KABF06        |
| 414          | 14        | Dial 'N' for Nerder                         | Sranda na objednávku                                                              | Bob Anderson                  | Carolyn Omineová a William Wright | 9. března 2008     | 10. května 2009 | KABF07        |
| 415          | 15        | Smoke on the Daughter                       | Není kouře bez tance                                                              | Lance Kramer                  | Billy Kimball                     | 30. března 2008    | 17. května 2009 | KABF08        |
| 416          | 16        | Papa Don't Leech                            | Táta na útěku                                                                     | Chris Clements                | Reid Harrison                     | 13. dubna 2008     | 24. května 2009 | KABF09        |
| 417          | 17        | Apocalypse Cow                              | Kraví apokalypsa                                                                  | Nancy Kruseová                | Jeff Westbrook                    | 27. dubna 2008     | 31. května 2009 | KABF10        |
| 418          | 18        | Any Given Sundance                          | Jedeme na Sundance                                                                | Chuck Sheetz                  | Daniel Chun                       | 4. května 2008     | 7. června 2009  | KABF11        |
| 419          | 19        | Mona Leaves-a                               | Má máma Mona                                                                      | Mike B. Anderson a Ralph Sosa | Joel H. Cohen                     | 11. května 2008    | 14. června 2009 | KABF12        |
| 420          | 20        | All About Lisa                              | Vše o Líze (ČT, Prima) Vše o Lise (Disney+)                                       | Steven Dean Moore             | John Frink                        | 18. května 2008    | 21. června 2009 | KABF13        |